# Гмунден (округ)
Бецирк Гмунден — округ Австрійської федеральної землі Верхня Австрія. 
Округ займає площу 1 432,62 км². Населення округу становило 99 540 осіб (2014). Щільність населення округу — 69 осіб/км².

## Адміністративний поділ
Округ поділено на 20 громад, з яких 3  міста, а ще 7 — ярмаркові містечка. 
Міста
| № | Назва міста | Населення | Площа, км² | Густота, осіб/км² | Дата заснування |
| - | ----------- | --------- | ---------- | ----------------- | --------------- |
| 1 | Бад-Ішль    | 13759     | 163,06     | 84                | 1262            |
| 2 | Гмунден     | 13021     | 63,55      | 205               | 1278            |
| 3 | Лаакірхен   | 9599      | 32,46      | 296               | 1165            |

Містечка
- Альтмюнстер
- Бад-Гойзерн
- Ворхдорф
- Гальштат
- Ебензее
- Санкт-Вольфганг-ім-Зальцкаммергут
- Шарнштайн

Сільські громади
- Гозау
- Грюнау-ім-Альмталь
- Гшвандт
- Кірхгам
- Обертраун[1]
- Ольсдорф
- Пінсдорф
- Ройтгам
- Санкт-Конрад
- Траункірхен

## Демографія
Населення округу за роками за даними статистичного бюро Австрії